# Tenetnîkî, Halîci
Tenetnîkî (în ucraineană Тенетники) este localitatea de reședință a comunei Tenetnîkî din raionul Halîci, regiunea Ivano-Frankivsk, Ucraina.

## Demografie
Componența lingvistică a localității Tenetnîkî
     Ucraineană (98,41%)
     Alte limbi (1,39%)
Conform recensământului din 2001, majoritatea populației localității Tenetnîkî era vorbitoare de ucraineană (98,41%), existând în minoritate și vorbitori de alte limbi.